# Гиганов, Иосиф
Иосиф Гиганов — священник Тобольского собора, лингвист и педагог; автор ряда учебников, пособий и словарей.

## Биография
О его детстве и мирской жизни информации практически не сохранилось, да и прочие биографические сведения о нём очень скудны и отрывочны; известно лишь, что Иосиф Гиганов служил учителем татарского языка в Тобольском главном народном училище (позднее Тобольская мужская гимназия).
Среди прочих трудов, наиболее значимыми и известными работами И. Гиганова являются:
1. Грамматика татарского языка, со словарём. СПб., 1801, 4°;
2. Коренные слова, нужнейшие к сведению для обучения татарскому языку, собранные в Тобольске. СПб., 1801, 4°;
3. Грамматика турецкого и арабского языка, с словарем. СПб., 1801, 4°;
4. Букварь татарского и арабского письма, с приложением слов, со знаками, показывающими их выговор (под его руководством составлена бухарцем Антометевым). СПб., 1802, 4°.
5. «Словарь российско-татарский» (сибирского наречия), напечатан по Высочайшему повелению в Петербурге в 1804 году. (in 4°)[8][9][6].